# Heggurtunnel
Der Heggurtunnel ist ein einröhriger Straßentunnel zwischen Tafjord und Fjørå in der westnorwegischen Kommune Fjord in der Provinz (Fylke) Møre og Romsdal. Der Tunnel im Verlauf des Fylkesvei 92 ist 5277 Meter lang und hat wegen zu geringer Fahrbahnbreite keine Mittelmarkierung.
Siehe auch: Verkehrstunnel in Norwegen